# Sri Dūngargarh
Sri Dūngargarh är en ort i Indien.   Den ligger i distriktet Bīkāner och delstaten Rajasthan, i den nordvästra delen av landet, 300 km väster om huvudstaden New Delhi. Sri Dūngargarh ligger 262 meter över havet och antalet invånare är 48 036.
Terrängen runt Sri Dūngargarh är mycket platt. Runt Sri Dūngargarh är det ganska tätbefolkat, med 62 invånare per kvadratkilometer. Det finns inga andra samhällen i närheten. Omgivningarna runt Sri Dūngargarh är i huvudsak ett öppet busklandskap.